# Caprasio de Lérins
San Caprasio de Lérins (Caprasius Lirinensis) (Provenza?, segunda mitad del siglo IV - Isla de Lerins, ca. 430) fue un eremita que vivió en las islas de Lérins, ante Cannes. Es venerado como santo por diversas confesiones cristianas. 

## Biografía
No se tienen muchos datos de su vida. Caprasio se hizo ermitaño y se retiró a la Islas Lérins; su fama atrajo a los jóvenes Honorato de Arlés y su hermano Venancio, que querían seguir el ejemplo. Los tres marcharon en peregrinaje en Tierra Santa y visitaron los lugares sagrados de Palestina y las nuevas comunidades monásticas de Siria y Egipto.  Venancio murió en el viaje, en Methoni (Mesenia), y Caprasio y Honorato iniciaron el retorno.
Al volver, se establecieron en las montañas de Fréjus y sólo después volvieron a Lerins, queriendo imitar a los Padres del desierto que habían conocido. Otras personas siguieron su ejemplo, y formaron una comunidad de eremitas. Para organizarla, Honorato y Caprasio se inspiraron en la regla monástica de san Pacomio de Egipto. Nació así lo que sería la Abadía de Lerins, entre 400 y 410, uno de los primeros monasterios de Occidente, que obtuvo gran fama y de donde surgieron un gran nombre de obispos y autores eclesiásticos, especialmente en los siglos V y VI. Parece que la dirección recayó en Honorato, ya que Caprasio podía ser ya demasiado mayor y puede que no tuviera el mismo carisma que Honorato.

## Veneración

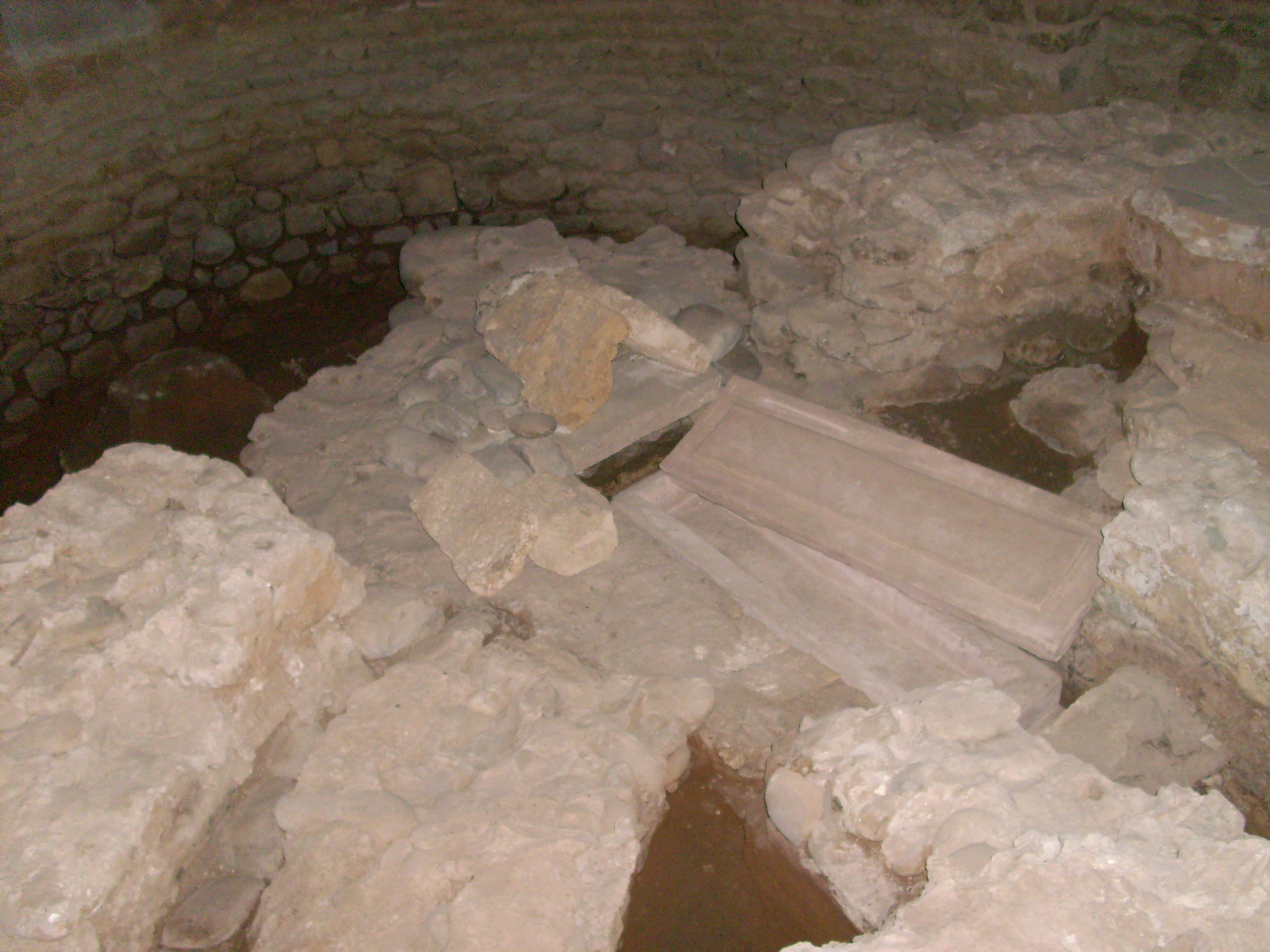
Tumba del santo en San Caprasio ad Aulla

Sus reliquias se trasladaron a la abadía de San Caprasio de Aulla, al norte de la Toscana. Hilario de Arlés, que había sido monje en Lérins, compuso una  laudatio en honor de Caprasio, que es la fuente principal sobre su vida.